# Cerodontha kirae
Cerodontha kirae är en tvåvingeart som beskrevs av Mitsuhiro Sasakawa 1962. Cerodontha kirae ingår i släktet Cerodontha och familjen minerarflugor.
Artens utbredningsområde är Thailand. Inga underarter finns listade i Catalogue of Life.